# Liste de jeux vidéo Harry Potter
La liste des jeux vidéo Harry Potter répertorie les jeux adaptés de l'univers de Harry Potter.

## Série principale (2001-2011)
| Année | Titre                                             | Console | Genre                                              |
| ----- | ------------------------------------------------- | --- | -------------------------------------------------- |
| 2001  | Harry Potter à l'école des sorciers               | PlayStation, PlayStation 2, Xbox, GameCube, Microsoft Windows, MacOS, Game Boy Color (GBC), Game Boy Advance (GBA)         | Jeu d'action-aventure, Jeu vidéo de rôle (sur GBC) |
| 2002  | Harry Potter et la Chambre des secrets            | PlayStation, PlayStation 2, Xbox, GameCube, Microsoft Windows, MacOS, Game Boy Color, Game Boy Advance                     | Jeu d'action-aventure, Jeu vidéo de rôle (sur GBC) |
| 2004  | Harry Potter et le Prisonnier d'Azkaban           | PlayStation 2, Xbox, GameCube, Microsoft Windows, Game Boy Advance                                                         | Jeu d'action-aventure, Jeu vidéo de rôle (sur GBA) |
| 2005  | Harry Potter et la Coupe de feu                   | PlayStation 2, Xbox, GameCube, Microsoft Windows, Game Boy Advance, Nintendo DS, PlayStation Portable                      | Jeu d'action-aventure                              |
| 2007  | Harry Potter et l'Ordre du Phénix                 | PlayStation 2, PlayStation 3, Xbox 360, Wii, Microsoft Windows, MacOS, Game Boy Advance, Nintendo DS, PlayStation Portable | Jeu d'action-aventure                              |
| 2009  | Harry Potter et le Prince de sang-mêlé            | PlayStation 2, PlayStation 3, Xbox 360, Wii, Microsoft Windows, MacOS, Nintendo DS, PlayStation Portable, Jeu mobile       | Jeu d'action-aventure                              |
| 2010  | Harry Potter et les Reliques de la Mort, partie 1 | PlayStation 3, Xbox 360, Wii, Microsoft Windows, Nintendo DS                                                               | Jeu de tir à la troisième personne                 |
| 2011  | Harry Potter et les Reliques de la Mort, partie 2 | PlayStation 3, Xbox 360, Wii, Microsoft Windows, Nintendo DS                                                               | Jeu de tir à la troisième personne                 |

## SérieLego
- Lego Creator Harry Potter
  - 2001 : Lego Creator : Harry Potter
  - 2002 : Lego Creator : Harry Potter et la Chambre des secrets

- Lego Harry Potter
  - 2010 : Lego Harry Potter : Années 1 à 4
  - 2011 : Lego Harry Potter : Années 5 à 7

## Jeux sur mobile
- 2004 : Harry Potter: Find Scabbers[1]
- 2007 : Harry Potter: Mastering Magic[2]
- 2009 : Harry Potter: Spells[3]
- 2018 : Harry Potter : Secret à Poudlard (Hogwarts Mystery)
- 2019 : Harry Potter: Wizards Unite
- 2020 : Harry Potter : Énigmes et sorts (Harry Potter: Puzzles & Spells)[4],[5]
- 2022 : Harry Potter : La Magie émerge (Harry Potter: Magic Awakened)[6],[7]

## JeuxWonderbook
- Wonderbook Harry Potter
  - 2012 : Wonderbook: Book of Spells
  - 2013 : Wonderbook: Book of Potions

## Autres
| Année | Titre                                      | Console                                                                  | Genre                            |
| ----- | ------------------------------------------ | ------------------------------------------------------------------------ | -------------------------------- |
| 2003  | Harry Potter : Coupe du monde de quidditch | PlayStation 2, Xbox, GameCube, Microsoft Windows, Game Boy Advance       | Jeu d'action, Jeu vidéo de sport |
| 2012  | Harry Potter pour Kinect                   | Xbox 360                                                                 | Jeu pour Kinect                  |
| 2023  | Hogwarts Legacy : L'Héritage de Poudlard   | PC, PlayStation 5, Xbox Series, PlayStation 4, Xbox One, Nintendo Switch | RPG                              |
| 2024  | Наrry Роttеr : Сhаmріоnѕ dе Quіddіtсh (en) | PC, consoles (encore indéterminées)                                      | Jeu d'action, Jeu vidéo de sport |